# 岚山镇
岚山镇，是中华人民共和国江苏省徐州市睢宁县下辖的一个乡镇级行政单位。

## 行政区划
岚山镇下辖以下地区：
岚山社区、韩二社区、鸡宝村、陈集村、土山村、胡集村、葛庄村、侯庙村、万庄村、黄山村、丁山村、大魏村、胡庄村、韩一村、邢圩村、吴桥村、高集村、河湾村、袁楼村、王门村和老庄村。